# Uromyces galegae
Espèce
Uromyces galegae est une espèce de champignons basidiomycètes de la famille des Pucciniaceae, originaire d'Europe et d'Asie occidentale.
Les seules espèces végétales hôtes connues sont les plantes du genre Galega, notamment Galega officinalis (Fabaceae).

## Synonymes
Selon BioLib (2 septembre 2020) :
- Uredo anthyllidis Grev.
- Uredo appendiculata var. pisi-sativi Pers.
- Uredo astragali Opiz
- Uredo pisi-sativi Pers.
- Uromyces anagyridis (Rabenh.) Roum.
- Uromyces anthyllidis (Grev.) J. Schröt.
- Uromyces astragali (Opiz) Sacc.
- Uromyces baeumlerianus Bubák
- Uromyces bonaveriae Syd. & P. Syd.
- Uromyces genistae-tinctoriae f. anglicae MacDon.
- Uromyces pisi-sativi (Pers.) Liro